# Kazuo Oga
 (février 2015).
Si vous disposez d'ouvrages ou d'articles de référence ou si vous connaissez des sites web de qualité traitant du thème abordé ici, merci de compléter l'article en donnant les références utiles à sa vérifiabilité et en les liant à la section « Notes et références ».
Kazuo Oga (男鹿 和雄, Oga Kazuo) est un directeur artistique et peintre japonais spécialisé dans les décors de dessin animé, né le 29 février 1952 dans la préfecture d'Akita au Japon. Il est notamment l'auteur de nombreux décors de dessins animés du studio Ghibli.

## Biographie
Il naît le 29 février 1952 à Ōtamachi (ja) (太田町, aujourd'hui Daisen), dans le district de Senboku, à Akita.
Il a étudié à l'université préfectorale d'Akita à Kakunodate (ja) (aujourd'hui Semboku).
Il commence à travailler sur des décors en 1972, sur Grenouille sans peur (ja) (ど根性ガエル, Dokonjō Gaeru).
Il a également publié trois livres d'art dont l'un réalisé d'après une exposition de 600 de ses travaux, réalisé un OAV et un disque vidéo (version DVD et Blu-Ray) contenant plusieurs documentaires sur son travail et cette exposition.

## Techniques
Kazuo Oga utilise principalement de la poster color (ポスターカラー, posutā karā) proche de la peinture chinoise, entre la gouache et l'aquarelle, pour peindre ses décors.
Note :
Dans les transcriptions en anglais de ses œuvres, on trouve souvent watercolor (aquarelle), il s'agit d'une erreur de traduction, ces deux matériaux ayant les mêmes bases et s'utilisant avec l'eau. En Extrême-Orient, les couleurs traditionnelles pour lavis comme l'encre de Chine se trouvent traditionnellement en bâtons que l'on mélange avec de l'eau dans un encrier. La différenciation du conditionnement et de l'état est moins importante qu'en Europe.
Il commence à faire le croquis sur une feuille, puis la mouille abondamment, comme on le fait à l'aquarelle, cela permet de tendre et coller un peu la feuille sur le bureau. Il commence alors la mise en couleur de son croquis en mélangeant les couleurs de sa gouache dans des petites assiettes de porcelaine, comme on le fait avec la palette de la boite d'aquarelle.

## Sélection de travaux

### Réalisateur
- La nuit de Taneyamagahara (種山ヶ原の夜, Taneyamagahara no Yoru?), 2006

### Décors
- Moquerie du chêne (ja) (樫の木モック (kashi no ki mokku?)), série, Tatsunoko Production, 1972, décorateur ;
- Grenouille sans peur (ja) (ど根性ガエル (dokonjō gaeru?)), série, Shueisha, 1972, décorateur ;
- 侍ジャイアンツ (ja) (侍ジャイアンツ (samurai jaiantsu?), série, Shūeisha, 1973, décorateur ;
- Panda Petit Panda : Le Cirque sous la pluie (パンダコパンダ 雨ふりサーカスの巻 (panda ko panda amefuri sākasu no maki?)), cinéma, Tōkyō māvī 1973, décorateur ;
- Les aventures de Ganba (ガンバの冒険, Ganba no bōken), 1975, directeur artistique, décorateur ;
- Rémi sans famille  (家なき子, Rittai anime ie naki ko Remi ), 1977, directeur artistique, décorateur ;
- Joe de demain 2 (あしたのジョー2, Ashita no Joe 2), 1980, de ;
- Adaptation au théâtre de (まことちゃん, Makoto-chan), 1980, arts
- Unico (ou Unico la petite licorne), (ユニコ, Unico), 1981, arts
- Gen d'Hiroshima - (はだしのゲン Hadashi no gen), 1983, directeur artistique ;
- Le voyageur du temps - (時空の旅人 toki no tabibito) (traduction anglaise: the time stranger), 1986, directeur artistique ;
- Fantastical Beast City - (Youjuu Toshi), 1987
- Mon voisin Totoro - (となりのトトロ Tonari no Totoro), 1988
- Kiki la petite sorcière - (魔女の宅急便 Majo no Takkyuubin), 1989
- Souvenirs goutte à goutte - (おもひでぽろぽろ Omohide Poro Poro), 1991
- Pompoko - (平成狸合戦ぽんぽこ Heisei Tanuki Gassen Pon Poko), 1994
- Princesse Mononoké - (もののけ姫 Mononoke Hime), 1997

### Documentaire vidéo
- Oga Kazuo -  The One Who Painted Totoro's Forest (『ジブリの絵職人 男鹿和雄展 トトロの森を描いた人。』) (DVD / Blu-ray, 2007) en 4 documentaire sur son travail (1-L'exposition, 2-entretiens, 3-peindre un décor, 4-Dans l'atelier du maître) et trois diaporamas couvrant l'ensemble de son œuvre en 3 périodes. Japonais sous-titré en japonais et anglais.

### Livres d'art
- (ja) 男鹿和雄画集 ジブリTHE ARTシリーズ, 徳間書店,‎ 1996 (ISBN 4-19-860526-2) (Collection d'art d'Oga Kazuo).
- (ja) 男鹿和雄画集II ジブリTHE ARTシリーズ, 徳間書店,‎ 2005, 141 p. (ISBN 4-19-862074-1) (Collection d'art d'Oga Kazuo II)
- (ja) ジブリの絵職人　男鹿和雄展 図録, 日本テレビ　スタジオジブリ,‎ 2007, 266 p. (ISBN 978-4886604316) Jiburi no Eshokunin Oga Kazuo Ten exposition Oga Kazuo